# IC 4283
IC 4283 ist eine Balken-Spiralgalaxie vom Hubble-Typ SBa im Sternbild Jagdhunde am Nordsternhimmel. Sie ist schätzungsweise 407 Millionen Lichtjahre von der Milchstraße entfernt.
Im selben Himmelsareal befinden sich u. a. die Galaxien PGC 1837280, PGC 1832183, PGC 1837893, PGC 1838751.
Das Objekt wurde am 2. Juli 1896 von Stéphane Javelle entdeckt.